# Фёрбо
Фёрбо (Фербох; англ. Furbo; ирл. Na Forbacha) — деревня в Ирландии, находится в графстве Голуэй (провинция Коннахт).

## Демография
Население — 175 человек (по переписи 2006 года). В 2002 году население было 319 человек.
Данные переписи 2006 года:
| Общие демографические показатели |               |                               |                               |      |      |
| Всё население                    | Всё население | Изменения населения 2002—2006 | Изменения населения 2002—2006 | 2006 | 2006 |
| 2002                             | 2006          | чел.                          | %                             | муж. | жен. |
| 319                              | 175           | −144                          | −45,1                         | 92   | 83   |